# Pheidole riveti
Pheidole riveti är en myrart som beskrevs av Santschi 1911. Pheidole riveti ingår i släktet Pheidole och familjen myror.

## Underarter
Arten delas in i följande underarter:
- P. r. inflexa
- P. r. riveti